# جزيل (القويعية)
جزيل، هي قرية من فئة (ب) تقع في محافظة القويعية، والتابعة لمنطقة الرياض في السعودية. وتبعد جزيل عن محافظة القويعية بمسافة تقارب (20) كم.